# Mănăstirea Vieroși
Mănăstirea Vieroși este o mănăstire ortodoxă din România situată la 7 km de localitatea Făgetu, județul Argeș.